# アンデル・エロセギ
アンデル・エロセギ・アルカイン（Ander Elosegi Alkain, 1987年11月14日 - ）は、スペイン・イルン出身のカヌー選手（スラローム）。

## 経歴
2007年にブラジルのフォス・ド・イグアスで開催されたカヌースラローム世界選手権ではで11位だった。2008年に中国の北京で開催された北京オリンピックではカナディアンシングル(C-1)で4位となった。
2009年に母国スペインのラ・セウ・ドゥルジェイで開催された世界選手権ではカナディアンシングルチームで銅メダルを獲得した。2011年にスロバキアのブラティスラバで開催された世界選手権では5位だった。2012年にイギリスのロンドンで開催されたロンドンオリンピックではカナディアンシングルで再び4位となった。
2013年にチェコのプラハで開催された世界選手権では10位であり、2015年にロンドンで開催された世界選手権では25位だった。2016年にスロバキアのリプトフスキー・ミクラーシュで開催された世界選手権ではカナディアンシングルで銅メダルを獲得した。